# Velocipedidae
Famille
Synonymes
- Darniopseini Becker-Migdisova, 1958[2]

Les Velocipedidae sont une famille d'insectes hémiptères hétéroptères, de l'infra-ordre des Cimicomorpha. Elle compte une trentaine d'espèces pour trois genres dans les régions tropicales indomalaise et australo-malaise (australasienne).  
Cette famille est encore peu connue, en particulier sa biologie.    

## Description
Ces punaises, d'une taille moyenne (6 à 15 mm) ont une tête prognathe, allongée, avec des antennes à quatre articles (dont le second est le plus long avec une touffe de soies à son extrémité distale et un petit anneau à sa base (appelé « prépedicellite »), et les articles 3 et 4 plus fins, flexibles, d'une structure spiralée particulière appelée « vélocipediforme »), et avec des soies. Les yeux composés sont proéminents, éloignés du bord antérieur du pronotum par un long « cou » enflé, et des ocelles sont présentes, placés en arrière des yeux. Leur rostre est particulier et constitue l'un des critères de détermination, avec le premier article pratiquement invisible (laissant croire à un rostre trisegmenté), le second court, le troisième très allongé, et le quatrième court. Le corps est ovale à ovale élargi. Le pronotum est trapézoïdal, la partie antérieur avec cinq bourrelets, et les bords latéraux avec une petite dent émoussée. Le pronotum, le scutellum et les cories sont profondément ponctuées, les ponctuations souvent entourées d'un halo noir. La corie est prolongée par un cunéus allongé. La membrane comprend quatre cellules, dont trois fermées, avec de nombreuses veines qui en partent. Les pattes sont longues et fines, de type coureur. Les tarses ont trois articles. Chez le mâle, le huitième segment abdominal est bien développé. Chez la femelle, l'appareil génital externe est en forme d'ovipositeur,.

## Répartition et habitat
Les Velocipedidae se répartissent dans deux régions tropicales séparées par la ligne Wallace. Le groupe ouest, avec deux genres, Scotomedes et Bloeteomedes, se rencontre de l'Est de l'Inde (Sikkim) et du Népal, à l'Indonésie (jusqu'à Bornéo), à Taïwan et aux Philippines. Le groupe oriental, avec l'unique genre Costomedes, se rencontre principalement en Nouvelle-Guinée et dans les îles avoisinantes, de Ceram (Moluques) aux archipels à l'est, les Louisiades, Bismarck jusqu'aux îles Salomon. Les espèces ont une distribution altitudinale clairement établie, et peuvent se rencontrer jusqu'à 2300 m.  
L'habitat est vraisemblablement forestier. Certains  spécimens ont été trouvés sur l'écorce d'arbres tombés, retenus suffisamment proche du sol pour rester très humides, et souvent attaqués par des champignons, parfois en compagnie d'Aradidae.  

## Biologie
La biologie des Velocipedidae reste pratiquement inconnue. Cela tient au fait, outre leur relative rareté, du mode de capture, par piégeage à la lampe, qui empêche de connaître leur biologie. 
La conformation de leur rostre laisse à penser qu'il s'agit de prédateurs. Toutefois, l'absence de dispositif aux pattes antérieures associées à un rostre court laisse présager un mode de prédation sans capture. Le très long rostre, avec un segment 3 démesuré laissse supposer une recherche de nourriture dans une zone profonde.
Ces punaises semblent se recouvrir la face dorsale, à l'exception des membranes et des zones de taches jaunâtres, d'une fine couche de poussière et de débris végétaux, qui semble retenue par des longues soies et peut-être une sécrétion collante.
Plusieurs individus ont été découvert avec des acariens phorésiques (Uropodina et Astigmata), dont on a fait l'hypothèse d'un possible rôle symbiotique. 

## Systématique

### Premières découvertes
À leur découverte, assez tardive, les premiers Velocipedidae ont déconcerté les entomologistes et constitué une forme d'énigme. La première espèce, Scotomedes ater, de Sumatra, est placée par Stål en 1873 dans les Nabidae (Nabinae). Bergroth décrit une seconde espèce, de Java, en 1891, apparemment sans connaître la publication de Stål, nomme son genre Velocipeda et la place dans les Saldidae (Leptopodomorpha), dans une sous-famille adhoc, les « Velocipedinae », auxquels une troisième espèce sera ajoutée en 1903. Distant décrira en 1904 une espèce, dans un nouveau genre qu'il appelle Godefridus et place dans les Apiomerinae, Reduviidae, mais que Reuter synonymisera l'année suivante avec Velocipeda.    

### Famille à part entière
En 1908, ce même Reuter, à l'occasion de la description d'une cinquième espèce, souligne la proximité de ce groupe, à considérer comme une famille, avec les Nabidae, posant l'hypothèse d'un ancêtre commun aux deux familles, mais persiste à maintenir le groupe dans les Leptopodomorpha avec les Saldidae. A ce stade, le lien entre Velocipeda et Scotomedes n'a toujours pas été fait, et ce n'est qu'en 1945 que Blöte synonymise l'espèce de Reuter avec Scotomedes, raison pour laquelle le nom de genre Velocipeda, donné postérieurement, n'est plus utilisé, bien qu'il ait donné le nom de la famille. Blöte souligne à son tour le lien avec les Nabidae dont il propose de faire une sous-famille, les Scotomedinae. En 1968, Cobben insiste sur le lien avec les Nabidae mais reprend l'idée d'une famille à part entière. Van Doesburg décrit un deuxième genre, Bloeteomedes, de Bornéo, en 1970, avec deux espèces. I. M. Kerzhner revient en 1981 à l'idée d'une sous-famille des Nabidae, les Velocipedinae. La révision majeure de Van Doesburg en 2004, avec la description d'un troisième genre, de plusieurs nouvelles espèces et sous-espèces, donne crédibilité au statut de famille.

### Classification supérieure
Celle-ci reste encore discutée. Les Velocipedidae sont reconnus comme faisant partie des Cimicomorpha, dont ils se seraient séparés très tôt à partir d'un ancêtre non spécialisé. En 1991, Schuh et S̆tys vont jusqu'à établir une super-famille à part entière pour cette famille, les Velocipedoidea. La proximité avec les Nabidae incite à les placer dans les Naboidea, aux côtés des Nabidae et de Medocostes lestoni, l'unique Medocostidae, classification suivie par Streito et Germain (in Aberlenc et al. 2020). De son côté, Szwedo les rattache aux Cimicoidea. 

### Fossiles
Des fossiles rattachés aux Velocipedidae ont été retrouvés au Kyrgyzystan, en Mongolie et au Myanmar, dans de l'ambre. Le plus ancien remonte au Hettangien ou Sinémurien, soit entre −200 et −190 millions d'années. 

### Liste des genres
Selon BioLib (25 mai 2022) :
- genre Bloeteomedes van Doesburg, 1970
- genre Costomedes Doesburg, 2004
- genre Scotomedes Stål, 1873
- genre †Aphrastomedes Yamada & Yamamoto, 2017
- genre †Darniopsis Becker-Migdisova, 1958